# رئيس سريلانكا
رئيس سريلانكا ( بالسريانية : वाराज़ारा वराज़ा) هو الرئيس التنفيذي للحكومة الاتحادية والقائد الأعلى للقوات المسلحة السريلانكية. لقد اختلفت صلاحيات ووظائف وواجبات المناصب الرئاسية السابقة، بالإضافة إلى علاقتها برئيس الوزراء وحكومة سريلانكا ، مع مرور الوقت مع الوثائق الدستورية المختلفة منذ إنشاء المنصب. يعين الرئيس رئيس وزراء سريلانكا الذي يمكنه أن يحظى بثقة برلمان سريلانكا.
أنورا كومارا ديساناياكي هو الرئيس العاشر والحالي، حيث تولى منصبه في 23 سبتمبر 2024، بعد إعلانه الفائز في الانتخابات الرئاسية لعام 2024.

## تاريخ
بموجب دستور سولبيري الذي تألف من قانون استقلال سيلان لعام 1947 وأوامر مجلس سيلان (الدستور والاستقلال) لعام 1947، أصبحت سيلان (كما كانت سريلانكا تُعرف آنذاك) ملكية دستورية ذات شكل برلماني في وستمنستر للحكومة. كان ملك سيلان بمثابة رئيس الدولة ، ممثلاً بالحاكم العام ، وكان رئيس الوزراء بمثابة رئيس للحكومة . حل الحاكم العام محل حاكم سيلان البريطانية، الذي كان يمارس في السابق السلطة التنفيذية على الجزيرة بأكملها منذ عام 1815. 
في عام 1972، أعلن الدستور الجمهوري الجديد سريلانكا جمهورية برلمانية مع رئيس هو رأس الدولة. كان الرئيس شخصية شرفية إلى حد كبير؛ أما السلطة الحقيقية فقد ظلت في يد رئيس الوزراء.
أدى التعديل الدستوري السابع عشر الذي تم تقديمه في عام 2001 إلى تقليص بعض صلاحيات الرئيس، وخاصة فيما يتعلق بتعيين أعضاء السلطة القضائية العليا واللجان المستقلة مثل لجنة الانتخابات أو لجنة الرشوة والفساد. في عام 2010، تم تقديم التعديل الثامن عشر المثير للجدل على الدستور، بهدف إزالة الحد الأقصى للفترتين الرئاسيتين. سمح التعديل الثامن عشر للرئيس الحالي بالخدمة لفترات متعددة بالإضافة إلى زيادة سلطته من خلال استبدال المجلس الدستوري الأوسع بمجلس برلماني محدود. تم تقديم هذا التعديل من قبل الرئيس ماهيندا راجاباكسا ، ثم ترشح لاحقًا لولاية رئاسية ثالثة في عام 2015 ، حيث هزمه مايثريبالا سيريسينا.
ألغى التعديل الدستوري التاسع عشر الكثير من التغييرات التي أدخلها التعديل الثامن عشر.  تم استعادة الحد الأقصى للفترتين من قبل الرئيس مايثريبالا سيريسينا. وينص التعديل على ضرورة استشارة الرئيس لرئيس الوزراء بشأن التعيينات الوزارية. لقد قلص هذا القانون من حصانة أي رئيس من خلال جعله عرضة للمقاضاة فيما يتعلق بالحقوق الأساسية في أي عمل رسمي.
في عام 2022، دخلت البلاد في أزمة اقتصادية حادة، ونتيجة لذلك اندلعت احتجاجات جماهيرية مناهضة للحكومة في جميع أنحاء سريلانكا. وطالب المتظاهرون باستقالة الرئيس آنذاك غوتابايا راجاباكسا وحكومته. وطالب المتظاهرون أيضًا بتعديل دستور سريلانكا وتقليص صلاحيات الرئيس. بعد استقالة غوتابايا راجاباكسا، انتخب البرلمان رئيس الوزراء رانيل ويكرمسينغ رئيسًا .
في أكتوبر 2022، تم تقديم التعديل الدستوري الحادي والعشرين كخطة لتعزيز سلطة البرلمان على الرئيس التنفيذي والحد من بعض صلاحيات الرئيس. وبموجب التعديل الحادي والعشرين، فإن الرئيس ومجلس الوزراء والمجلس الوطني جميعهم مسؤولون أمام البرلمان، هناك أيضًا خمس عشرة لجنة ولجنة إشرافية تخضع لمحاسبة البرلمان. أحد الأحكام الرئيسية في التعديل الحادي والعشرين هو منع المواطنين المزدوجين من الترشح في الانتخابات في سريلانكا.

## عملية الاختيار

### الأهلية
تنص المادة 31 من دستور سريلانكا على المؤهلات التالية لتولي منصب الرئاسة:
- "الشخص هو مواطن تم ترشيحه لهذا المنصب من قبل حزب سياسي معترف به أو عضو منتخب في الهيئة التشريعية."
- "لا يجوز لأي شخص انتخب مرتين لمنصب الرئيس من قبل الشعب أن يكون مؤهلاً بعد ذلك لأن ينتخب لمثل هذا المنصب من قبل الشعب."
- لا يجوز للشخص أن يحمل إلا جنسية سريلانكا.[13]

### انتخاب
يتم انتخاب الرئيس لمنصبه في انتخابات رئاسية تجرى على مستوى البلاد لمدة خمس سنوات. يمكن للرئيس المنتخب أن يخدم لمدة أقصاها فترتين، حيث تدخل كل فترة حيز التنفيذ من تاريخ أداء اليمين العلني للفترة المنتخبة. يتم انتخاب رئيس سريلانكا من خلال نظام التصويت الرتبي المحدود. يمكن للناخبين التعبير عن ما يصل إلى ثلاثة تفضيلات مرتبة للرئاسة. إذا لم يحصل أي مرشح على أكثر من 50% من إجمالي الأصوات الصحيحة في الفرز الأول، يتم استبعاد جميع المرشحين باستثناء المرشحين اللذين حصلا على أعلى عدد من الأصوات. يتم بعد ذلك إعادة توزيع الأصوات التفضيلية الثانية والثالثة للمرشحين المستبعدين على المرشحين المتبقيين حتى يحصل أحدهما على الأغلبية المطلقة.
تنص المادة 31 من دستور سريلانكا على أنه، "يجوز للرئيس، في أي وقت بعد انقضاء أربع سنوات من بدء ولايته الأولى، أن يعلن عن نيته في مناشدة الشعب لتفويضه بتولي المنصب، عن طريق الانتخاب، لفترة ولاية ثانية." ولكن "لا يحق للشخص الذي يخلف الرئيس بموجب أحكام المادة 40 من الدستور ممارسة الحق الممنوح أعلاه."

### الخلافة
قد تنشأ خلافة أو شغور منصب الرئيس في ظل عدة ظروف محتملة: الوفاة أو العجز أو الاستقالة أو العزل من المنصب. في حالة عدم قدرة الرئيس على أداء مهامه، تنتقل صلاحياته مؤقتًا إلى رئيس الوزراء حتى يتم تأكيدها من قبل البرلمان
وفقًا للمادة 40 من دستور سريلانكا، "إذا أصبح منصب الرئيس شاغرًا قبل انتهاء فترة ولايته، ينتخب البرلمان رئيسًا من بين أعضائه المؤهلين للانتخاب لمنصب الرئيس. ولا يجوز لأي شخص يخلف منصب الرئيس أن يشغل منصبه إلا للفترة المتبقية من فترة ولاية الرئيس الذي يترك منصبه. وحتى انتخاب خليفة، يتولى رئيس الوزراء بصفته القائم بأعمال الرئيس سلطات ووظائف منصب الرئيس.
على مدار التاريخ، أصبح منصب الرئيس شاغرًا مرتين؛ الأولى في عام 1993، بعد اغتيال الرئيس بريماداسا آنذاك، ومرة أخرى في عام 2022، بعد استقالة الرئيس راجاباكسا. في كلتا المرتين، خلفهم رئيسا الوزراء آنذاك،دي بي ويجيتونجا في عام 1993 ورانيل ويكريميسينغه في عام 2022.

### مدة المدة
وفقًا للمادة 31 (3أ) من الدستور، تبدأ مدة الولاية من تاريخ تنصيب الرئيس ويمكنه الدعوة إلى انتخابات رئاسية مبكرة بعد انقضاء 4 سنوات من ولايته الأولى.  إذا لم يدع الرئيس المنتخب إلى انتخابات رئاسية مبكرة، فيجب إجراء الانتخابات الرئاسية التالية قبل انتهاء مدة الرئيس الحالي بفترة لا تزيد على شهرين ولا تقل عن شهر واحد.
أدى التعديل التاسع عشر للدستور إلى تقليص مدة الولاية إلى خمس سنوات، ويستطيع الرئيس الحالي أن يدعو إلى انتخابات رئاسية مبكرة بعد انقضاء أربع سنوات من ولايته الأولى. علاوة على ذلك، تنص المادة 31 (3أ) من الدستور على أن أي شخص يخلف منصب الرئيس بموجب أحكام المادة 40 لا يحق له ممارسة الحق في الدعوة إلى انتخابات رئاسية مبكرة، وسوف يشغل المنصب حتى انتهاء مدة سلفه.

## الصلاحيات والواجبات

### الواجبات
واجبات الرئيس كما هو موضح في الدستور هي:
- ضمان احترام الدستور وتطبيقه؛
- تعزيز المصالحة والتكامل الوطني؛
- ضمان وتسهيل حسن سير عمل المجلس الدستوري والمؤسسات الأخرى
- بناء على توصية لجنة الانتخابات، ضمان تهيئة الظروف المناسبة لإجراء انتخابات واستفتاءات حرة ونزيهة.

### السلطات الدستورية
لدى الرؤساء قيود قليلة على سلطتهم. ويكون الرئيس مسؤولاً أمام البرلمان، ويمكن عزله بأغلبية الثلثين في البرلمان. يجوز للرئيس أن يعلن الحرب والسلام. يمكنهم وضع البلاد أو أي جزء منها تحت حالة الطوارئ، وبموجبها يمكنهم إلغاء أي قانون تم إقراره وإصدار أي لائحة دون الحاجة إلى موافقة تشريعية. ومع ذلك، فإن تمديد حالة الطوارئ لمدة تزيد عن ستة أشهر يتطلب موافقة البرلمان. في حالة الغزو الخارجي، يمكن إعلان حالة الدفاع الوطني، مما يمنح الحكومة صلاحيات استثنائية. يمكن إعلان الأحكام العرفية في المحافظات في ظل ظروف استثنائية. علاوة على ذلك، يمكن للرئيس إقالة كل من الحكومة الوطنية وحكومات الولايات من السلطة في ثلاث حالات: الفساد، والخيانة، وعدم القدرة على الحكم.

### الصلاحيات البرلمانية
للرئيس الحق في حضور جلسات البرلمان مرة كل ثلاثة أشهر، ولكن ليس له الحق في التصويت. ولهم الحق في مخاطبة البرلمان أو إرسال رسائل إليه، واستدعاء البرلمان وتأجيله وحله.

### السلطات الإدارية
يقوم الرئيس بإجراء العديد من التعيينات التي تشمل رئيس الوزراء، والوزراء في الحكومة وغير الوزراء، والمحافظين، والموظفين العموميين ، والسفراء ، والضباط المفوضين في القوات المسلحة. يجوز للرئيس أيضًا تعيين الأمناء والضباط والموظفين. 

### السلطات القضائية
يكون للرئيس سلطة تعيين وإزالة رئيس المحكمة العليا وقضاة المحكمة العليا وقضاة محكمة الاستئناف وقضاة المحكمة العليا . يجوز للرئيس أن يمنح العفو . ويتمتع الرئيس بالحصانة من الإجراءات المدنية والجنائية. للرئيس سلطة تكليف تحقيقات عامة من خلال تعيين لجنة تحقيق رئاسية للتحقيق في أي قضية.

### السلطات الدبلوماسية
رئيس سريلانكا هو الدبلوماسي الرئيسي للبلاد. ومن خلال هذا الدور، فهم مسؤولون عن إجراء المفاوضات مع القادة الأجانب وحكوماتهم وتعيين الوكلاء الدبلوماسيين.

### الواجبات الاحتفالية
ويلعب الرئيس دورا شرفيا مهما فيما يتعلق بالاحتفالات الرسمية ووظائفها ومنح الجوائز الرسمية. وسيكون أبرزها خطاب العرش التقليدي الذي يلقيه الرئيس أمام البرلمان والذي يحدد البيان السياسي الرسمي للحكومة الجديدة أمام البرلمان.  سيقود الرئيس احتفالات يوم الاستقلال بالإضافة إلى الاحتفالات الوطنية الأخرى مثل يوم الذكرى، الحرث الاحتفالي . سيتم منح الأوسمة الوطنية من قبل الرئيس نيابة عن حكومة سريلانكا. وسيتلقى الرئيس خطابات اعتماد ‏ من السفراء الأجانب.

### المواعيد
يجوز للرئيس أن يعين محافظين لرئاسة مجلس المحافظة ويكونوا ممثلين لهم في المحافظة. ويجوز للرئيس أيضًا تعيين أي عدد من المستشارين كمستشارين رئاسيين وتنسيق السكرتيرين لمساعدتهم.
للرئيس سلطة تعيين كبار المحامين في منصب مستشار الرئيس. يجوز للرئيس تعيين ضباط من القوات المسلحة للعمل كمساعدين له أو كمساعدين إضافيين. بالإضافة إلى ذلك، يجوز للرئيس تعيين ضباط طبيين في القوات المسلحة كأطباء فخريين للرئيس وجراحين فخريين للرئيس.

## الامتيازات

### المرتب
يتلقى الرئيس راتبًا شهريًا (اعتبارًا من عام 2016) قدره 100000 روبية سريلانكية (≈ 1000 دولار أمريكي) يتم دفعه من الصندوق الموحد. قد ارتفعت من 25 ألف روبية سريلانكية (أي ما يعادل 500 دولار أمريكي) إلى 100 ألف روبية سريلانكية في عام 2006.

### الفوائد الضريبية
تقليديا، لا يخضع الرئيس والرؤساء السابقون لضريبة الدخل. تعود هذه الممارسة إلى عصر ما قبل الجمهورية عندما لم تكن التاج خاضعًا للضرائب. في عام 2018، تم تغيير هذه الممارسة من خلال مشروع قانون الإيرادات الداخلية الذي ألغى الإعفاء الضريبي الممنوح للرئيس.

### الحصانة القانونية
يتمتع الرئيس بالحصانة من الإجراءات المدنية أو الجنائية أثناء فترة توليه منصبه والأعمال التي قام بها خلال هذه الفترة.

### المسكن
المقر الرسمي للرئيس في كولومبو هو منزل الرئيس (الذي كان يُعرف سابقًا باسم منزل الملكة كمقر إقامة للحاكم العام). تدفع الحكومة ثمن الوجبات والموظفين. تشمل المساكن الرئاسية الأخرى ما يلي:
- جناح الرئيس، هو المقر الرسمي الثاني للرئيس في كاندي ؛
- كوخ الملكة، هو المقر الرسمي لقضاء العطلة الرئاسية في مدينة العطلات نوارا إيليا.في السنوات الأخيرة، تم استخدام منزل رئيس الوزراء، المعروف عادة باسم "أشجار المعبد" ، والذي كان المقر التقليدي لرئيس الوزراء منذ عام 1948، من قبل بعض الرؤساء مثل كوماراتونجا وماهيندا راجاباكسا . وقد رفض رؤساء آخرون، مثل جايواردين وسيريسينا ، استخدام منزل الرئيس، حيث فضل الأول البقاء في مقر إقامته الشخصي في برايمار، بينما فضل الأخير البقاء في مقر إقامته الوزاري السابق في ويجاياراما ماواثا.

### السفريات
بالنسبة للسفر البري، يستخدم الرئيس سيارة الرئاسة الرسمية، وهي سيارة مرسيدس بنز إس كلاس بولمان جارد سوداء مدرعة. أما بالنسبة للسفر الجوي الداخلي، فتستخدم طائرات الهليكوبتر من سرب المروحيات رقم 4 (VVIP/VIP) التابع للقوات الجوية السريلانكية. أما بالنسبة للسفر إلى الخارج، فتستخدم الرحلات الخاصة أو المنتظمة للخطوط الجوية السريلانكية. وخلال المناسبات الاحتفالية، يتم تكليف السفن والقوارب التابعة للبحرية السريلانكية لتكون يختًا رئاسيًا.

### الحماية
قسم أمن الرئيس هو الوحدة الرئيسية المسؤولة عن الحماية الوثيقة لرئيس سريلانكا. خلال فترة حكم الرئيس ماهيندا راجاباكسا، تم تشكيل وحدة الجيش المتخصصة " الحرس الرئاسي " للأمن الرئاسي. قبل تشكيل الحرس الرئاسي، خدم أفراد الجيش كسرب تابع لقسم أمن الرئيس منذ عام 1996 وركزوا على مهام رئيسية بما في ذلك تأمين محيط المقر الرئاسي، تيمبل تريز . كان الفوج الخامس لفيلق المدرعات السريلانكي أول وحدة عسكرية تم اختيارها لتكون في مهمة الأمن المخصص لرئيس سريلانكا خلال رئاسة شاندريكا باندارانايكا كوماراتونجا. مع ذلك، في أبريل 2015، قام الرئيس مايثريبالا سيريسينا بحل الحرس الرئاسي. يتم توفير الأمن للرئيس حاليًا من قبل قوة المهام الخاصة النخبة التابعة لشرطة سريلانكا .

### العلم الرئاسي (1972-2022)
بعد أن يؤدي الرئيس المنتخب اليمين الدستورية، يتبنى الرئيس العلم الرئاسي كشعار لمنصبه. كان لكل رئيس معيار فريد من نوعه، يشتمل على رموز تقليدية مرتبطة بالرئيس أو منطقته الأصلية. كان هذا هو الحال حتى ألغى الرئيس المؤقت رانيل ويكريميسينغه العلم الرئاسي.

### حقيبة الإرسال الرئاسية
تحمل حقيبة البريد الرئاسية، وهي حقيبة تحتوي على وثائق مهمة وسرية أينما يسافر الرئيس. تم تصميم هذا خصيصًا من قبل جيش سريلانكا . سيقوم الرئيس بتسليم حقيبة الإرسال من رئيس إلى الرئيس التالي في الصف.

## طاقم الرئاسة

### الأمانة الرئاسية
الأمانة الرئاسية هي الوزارة الحكومية التي تعمل كمكتب وطاقم للرئيس، وتدعم الوظائف الإدارية للرئاسة والحقائب الوزارية الأخرى التي يشغلها الرئيس. في البداية كان مقر موظفي مكتب الرئيس في منزل الرئيس، ثم نما مع إنشاء الرئاسة التنفيذية وانتقلوا إلى مبنى البرلمان السابق في كولومبو في ثمانينيات القرن العشرين والذي يستضيف الآن الأمانة الرئاسية. يرأس الأمانة الرئاسية سكرتير الرئيس (المعروف أيضًا باسم سكرتير الرئيس)، وهو أعلى موظف مدني في البلاد.

### مستشارو الرئيس
للرئيس القدرة على تعيين أي عدد من المستشارين كمستشارين رئاسيين . أعلى رتبة منهم هي ما يعرف بالمستشارين الكبار . خلال فترة ولايته، عيّن الرئيس ماهيندا راجاباكسا 38 مستشارًا.

### رئيس الأركان
رئيس الأركان هو الضابط الأعلى رتبة الذي يتعامل مع موظفي الرئاسة. يعد المنصب شاغرًا حاليًا بعد تولي ديساناياكي منصبه في عام 2024.

### السكرتيرات المنسقات
يجوز للرئيس أن يعين أي عدد من الأمناء التنسيقيين لمساعدته.

### صندوق الرئيس
الرئيس هو رئيس مجلس محافظي صندوق الرئيس الذي أنشئ بموجب قانون صندوق الرئيس رقم 7 لسنة 1978 لتوفير الأموال لتخفيف الفقر، والحصول على الرعاية الصحية الخاصة، والنهوض بالتعليم أو المعرفة، والنهوض بالدين والثقافة، وتقديم الجوائز للأشخاص الذين خدموا الأمة ولأي غرض آخر مفيد أو ذي أهمية للجمهور. يتم إدارتها من قبل الأمانة الرئاسية.

## ما بعد الرئاسة

### المعاش
بموجب دستور سريلانكا، سيتم منح الرئيس السابق معاشًا تقاعديًا يعادل آخر راتب تقاضاه أثناء وجوده في منصبه، والذي يتم سحبه من الصندوق الموحد. يكون هذا المعاش بالإضافة إلى أي معاش آخر يستحقه الفرد مقابل أي خدمة سابقة. ستحصل أرملة الرئيس السابق على معاش شهري يحق للرئيس السابق الحصول عليه من الصندوق الموحد. 

### الحقوق
وفقًا لقانون حقوق الرؤساء رقم 4 لسنة 1986، يحق للرئيس السابق أو أرملة الرئيس السابق الحصول على إقامة رسمية. يحق للرئيس السابق الحصول على بدل سكرتارية شهري يعادل الراتب الحالي للسكرتير الخاص للرئيس. يحق لرئيس سابق الحصول على بدل سكرتارية شهري يعادل الراتب الحالي للسكرتير الخاص لوزير في مجلس الوزراء. يحق للرئيس السابق وأرملة الرئيس السابق الحصول على وسائل النقل الرسمية وجميع التسهيلات الأخرى المقدمة لوزير في مجلس الوزراء.  

### ترتيب الأسبقية
يتم تصنيف الرئيس السابق أو أرملة الرئيس السابق على مستوى وزير في مجلس الوزراء حسب الترتيب.

### المشاركة في السياسة
باستثناء حظر الترشح للانتخابات لفترة رئاسة ثالثة، لا يوجد ما يمنع الرئيس السابق من تولي أي منصب آخر. في حين تقاعد معظم الرؤساء من الحياة العامة بعد انتهاء ولايتهم، واصل ماهيندا راجاباكسا الانخراط في السياسة النشطة بعد انتهاء ولايته، حيث عمل كعضو في البرلمان عن كورونيغالا من عام 2015 إلى عام 2024، وزعيم المعارضة من عام 2018 إلى عام 2019، ورئيس الوزراء من عام 2019 إلى عام 2022، بينما شغل سيريسينا منصب عضو في البرلمان عن بولوناروا من عام 2020 إلى عام 2024.